# Deutscher Nationalrajon (Region Altai)
Der Deutsche Nationalrajon (russisch Немецкий национальный район, Nemezki nazionalny rajon; auch Deutscher Nationalkreis oder inoffiziell (Deutscher) Nationalkreis Halbstadt) ist ein 1991 wiedererschaffener Rajon in der westsibirischen Region Altai (Russland) mit zum Teil deutschstämmiger Bevölkerung.

## Geographie
Der Deutsche Nationalrajon liegt in der Kulundasteppe nordwestlich des Kulundasees.
Im Rajon gibt es heute zwölf Landgemeinden (selskoje posselenije) mit einer Bevölkerung von insgesamt 17.668 Menschen (Volkszählung 2010), davon 4.700 Deutsche (26,7 %). Bei der Gründung hatte der Rajon noch etwa 22.000 Einwohner, davon etwa 18.400 deutschstämmig; bei der Volkszählung 2002 noch 20.598 Einwohner.
Die Gemeinden bestehen zumeist nur aus der namensgebenden Ortschaft (wenn nicht anders angegeben; alle mit Status eines Dorfes, russisch selo):
- Degtjarka (Дегтярка; deutsch früher/inoffiziell Schönwiese)
- Grischkowka (Гришковка; Alexanderfeld)
- Halbstadt (Гальбштадт)
- Kamyschi (Камыши)
- Kussak (Кусак; Alexanderkron); außerdem gehört zur Gemeinde die ländliche Siedlung (possjolok) Krasnoarmeiski (Красноармейский; Reichenfeld/Barski Log)
- Nikolajewka (Николаевка)
- Orlowo (Орлово); außerdem gehören zur Gemeinde die drei Dörfer (selo) Alexandrowskoje (Александровское), Dworskoje (Дворское; Rosenhof), Lesnoje (Лесное; Rosenwald)
- Podsosnowo (Подсосново)
- Polewoje (Полевое)
- Protassowo (Протасово)
- Redkaja Dubrawa (Редкая Дубрава; Gnadenheim)
- Schumanowka (Шумановка)

Daneben gab es einige kleinere, heute nicht mehr existierende oder in den genannten aufgegangene Dörfer wie Nikolskoje (Никольское; Nikolaipol), Krasny Dol (Красный Дол; Schönthal), Sineosjornoje (Синеозёрное; Schönsee) und Otradnoe (Отрадное; Liebenthal).
Verwaltungszentrum des Rajons ist das Dorf Halbstadt mit 1756 Einwohnern (2010). Bis 1991 hieß es Nekrassowo. Es liegt etwa 35 Kilometer nordöstlich der Stadt Slawgorod, wo auch Eisenbahnanschluss besteht (Strecke Tatarsk–Kulunda). Durch den Rajon führt die Fernstraße Kamen am Ob–Slawgorod.
Oberhaupt des Rajons ist seit 2023 Iwan Gaas, Leiter der Verwaltung Eduard Winter.

## Geschichte
Der Nationalrajon wurde im Jahre 1927 geschaffen. Damals hieß er noch Rajon Oktjabrski und wurde kurz darauf in Deutscher Nationaler Rajon umbenannt. 96 Prozent der Bevölkerung waren Russlanddeutsche. 1938 wurde der Rajon aufgelöst und die deutschsprachige Zeitung Rote Fahne verboten. In den Jahren um 1941 wurden auch die Wolgadeutschen von Stalin z. T. in die Altairegion verbannt.
1989 wurde ein Projekt zur Wiederherstellung dieses Rajons von der Bundesrepublik Deutschland finanziell unterstützt und es wurden daraufhin drei Molkereien, zwei Schlachthöfe, eine Bäckerei, eine Straßenmeisterei und ein Bauernhof errichtet. Später wurde noch ein Krankenhaus gebaut. Aufgrund der Gewinne wurden Kindertagesstätten und Schulen errichtet.
Obwohl zunächst eine wirtschaftliche Aufbruchsstimmung herrschte und es den Leuten gut ging, konnte die massenhafte Auswanderung vieler Deutschstämmiger in die sogenannte „Ur-Heimat“ Deutschland nicht verhindert werden. Bald kamen viele deutschstämmige Familien aus Kasachstan und Kirgisistan. Das waren kirgisistan- und kasachstandeutsche Familien, die sich allerdings mit anderen Volksgruppen aus den entsprechenden Ländern vermischt hatten. Deshalb sprachen viele kein Deutsch mehr. Heute wird auf den Erhalt der deutschen Kultur und Vergangenheit viel Wert gelegt.